# The Kid from Texas
The Kid From Texas (Brasil: Duelo Sangrento ) é um filme americano de 1950, do gênero faroeste, dirigido por Kurt Neumann e estrelado por Audie Murphy e Gale Storm. Este foi o primeiro faroeste de Murphy, gênero com o qual ele seria sempre associado. Foi também seu primeiro filme para a Universal, estúdio onde ficaria até meados da década seguinte.
O produtor Paul Short chamava Billy the Kid, interpretado por Murphy, de "o primeiro delinquente juvenil", e foi assim que o ator o interpretou. No início, o roteiro trata o personagem de maneira simpática, mas depois muda de opinião e retrata-o como um mero assassino. Afinal, Billy the Kid, em seus 21 anos de vida, teria matado exatamente o mesmo número de pessoas, como informa o narrador do filme.

## Sinopse
Western reconstituindo um dos episódios mais famosos da carreira de William H. Bonney, aliás Billy the Kid (1859-1881), interpretado por Audie Murphy (1924-1971). Aos 18 anos, Billy chega ao Novo México e abandona as armas, empregando-se no rancho do inglês Tunstall, com quem faz amizade e que o ajuda a regenerar-se. Tunstall, porém, é assassinado por ladrões de gado que operam na região e Billy resolve vingar-se deflagrando um combate que ficou conhecido como a Guerra do Condado de Lincoln (1878), episódio histórico evocado em Chisum (1970), de Andrew V. MacLaglen, com John Wayne.

## Elenco
| Ator/Atriz         | Personagem      |
| ------------------ | --------------- |
| Audie Murphy       | Billy the Kid   |
| Gale Storm         | Irene Kain      |
| Albert Dekker      | Alexander Kain  |
| Shepperd Strudwick | Roger Jameson   |
| Will Geer          | O'Fallon        |
| William Talman     | Minninger       |
| Martin Garralaga   | Morales         |
| Frank Wilcox       | Pat Garrett     |
| Robert H. Barrat   | General Wallace |
| Ray Teal           | Xerife Rand     |